# Tristellateia isalensis
Tristellateia isalensis är en tvåhjärtbladig växtart som beskrevs av Arenes. Tristellateia isalensis ingår i släktet Tristellateia och familjen Malpighiaceae. Inga underarter finns listade i Catalogue of Life.